# Бодров, Владимир Григорьевич
Бодров Владимир Григорьевич (20.01.1952, г. Киев) — украинский экономист, доктор экономических наук, профессор, заслуженный деятель науки и техники Украины, заведующий кафедрой управления национальным хозяйством и экономической политики Национальной академии государственного управления при Президенте Украины, профессор кафедры экономической теории, макро- и микроэкономики экономического факультета Киевского национального университета имени Тараса Шевченко, генеральный директор Всеукраинской общественной организации «Институт исследований экономики и общества 21 века» (ВОО «ИНИЭКО 21»).

## Образование
Родился 20 января 1952 в г. Киеве. После окончания киевской СШ № 117 поступил в 1969 году на экономический факультет Киевского государственного университета им. Т. Г. Шевченко (ныне — Киевский национальный университет имени Тараса Шевченко, далее — КНУ). Окончил экономический факультет по специальности «Политическая экономия» с отличием (1974), аспирантуру (1977), докторантуру (1991) экономического факультета Киевского университета.

## Научно-педагогическая деятельность
В 1977-85 гг. — ассистент, в 1985-96 гг. — доцент кафедры политической экономии, 1996-98 гг. — профессор кафедры экономической теории и управления народным хозяйством экономического факультета Киевского университета, С 1998 г. — профессор кафедры экономики и финансов Национальной академии государственного управления при Президенте Украины (далее — НАГУ), с 1999 гг. — заведующий кафедрой экономической теории и истории экономики НАГУ, с 2011 г. — заведующий кафедрой управления национальным хозяйством НАГУ, с 2014 г. — заведующий кафедрой управления национальным хозяйством и экономической политики НАГУ. С 2003 г. и по н.в. — профессор кафедры экономической теории, макро- и микроэкономики экономического факультета КНУ (по совместительству). В то же время в 2003—2007 гг. — заведующий отделом теоретических проблем макроэкономического регулирования и финансовой политики Научно-исследовательского финансового института при Министерстве финансов Украины (по совместительству). В КНУ защищены кандидатская диссертация «Критика концепций развития социалистической экономики в теориях сравнительных экономических систем» (1977), докторская диссертация «Экономический неоконсерватизм: содержание, эволюция, взаимосвязь теории и политики» (1995). В 1981-82 гг. — стажер-исследователь факультета экономических наук Лейпцигского университета (ГДР), в 1992-93 гг. и 1996 — приглашенный профессор Института экономики и общества Восточной и Юго-Восточной Европы университета им. Людвига Максимилиана в Мюнхене (ФРГ). 1991—2015 гг. — выступал с лекциями в Нью-Йоркском университете (США), Университете бундесвера в Гамбурге (ФРГ), Объединенном Венском Институте (Австрия), Национальной школе управления в Париже (Франция), Педагогическом университете Цюриха (Швейцария), Российской академии государственной службы при Президенте РФ в Москве, Центре общественных наук Московского государственного университета им. М. В. Ломоносова (Россия), Академии управления при Президенте Республики Беларусь в Минске. В 1997-99 гг. — эксперт по программам международного научного сотрудничества INTAS (Брюссель, Бельгия). Член специализированных ученых советов по защите диссертаций в НАГУ и КНУ.

## Основные направления и достижения научной деятельности
Круг научных интересов: государственное регулирование экономики, анализ экономической политики, теории сравнительного анализа и трансформации экономических систем, институциональная экономика, новейшая история экономической мысли (современные неоклассика, неолиберализм, неомонетаризм), теория и история публичных финансов, философия хозяйства. Признанными научным сообществом исследовательскими достижениями являются: обоснование в монографии «Современный экономический консерватизм: переоценка ценностей или повторение прошлого?» (Киев, 1990) и докторской диссертации «Экономический неоконсерватизм: содержание, эволюция, взаимосвязь теории и политики» (1995) потенциала и ограниченности теории и практики экономического неоконсерватизма, неолиберализма, предвидение глобальной финансово-экономической рецессии как следствие кризиса рыночного либерального фундаментализма; формирование отечественной научной школы экономической транзитологии и управления трансформационными процессами в современных хозяйственных системах, охватывающей 20 докторов и 31 кандидат экономических наук и наук государственного управления, подготовленных непосредственно и возглавляемой им кафедрой.

## Основные научные работы
Автор более 200 научных и научно-методических работ, основными из которых являются:
- Современный экономический консерватизм: переоценка ценностей или повторение прошлого? (Киев, 1990);
- Социальное рыночное хозяйство (Киев, 1995);
- Трансформация экономических систем: концепции, модели, механизмы регулирования и управления (Киев, 2002);
- Проблемы экономики переходного общества (Запорожье, в 2004, в соавтор.)
- Бюджетная политика в контексте социально-экономического развития Украины: В 6 томах; Т.5: Реформирование межбюджетных отношений и укрепление финансовой основы местного самоуправления (Киев, 2004, член редколлегии, рук. автор. кол-ва)
- Государственное регулирование специальных монополий в Украине (Харьков, 2005, общ. ред., рук. автор. кол-ва)
- Регулирование межбюджетных отношений: Украина и европейский опыт (Киев, 2006, общ. ред., рук. автор. кол-ва)
- Политическая экономия (Киев, 2007, общ. ред., в соавтор.)
- Промышленные предприятия Украины в постриватизационный период: механизмы государственного регулирования и финансовой поддержки (Харьков, 2008);
- Государственное регулирование экономики и экономическая политика (Киев, 2010, общ. ред., чл. автор. кол-ва);
- Экономика цивилизаций в глобальном измерении (Москва 2011, общ. ред., чл. автор. кол-ва).
- Государственное регулирование развития внутреннего рынка в условиях модернизации национальной экономики (Киев, 2013, науч. ред., чл. автор. кол-ва)
- Политическая экономия: прошлое, настоящее, будущее (Киев, 2014, чл. редколл., автор. кол-ва):
- Бюджетная и финансовая децентрализация как инструмент укрепления материально-финансовой основы местного самоуправления (Киев. 2015).

Член авторского коллектива первой в Украине фундаментальной «Экономической энциклопедии» в 3-х томах (Киев, 2000—2002) и сопредседатель научной редколлегии Т.4: Отраслевое управление «Энциклопедии государственного управления» в 8 томах (Киев, 2011).

## Общественно-научная деятельность
Член Научно-экспертной коллегии Общественного совета при Национальном банке Украины, Межведомственного Координационного Совета по экономической теории Национальной академии наук Украины и Министерства образования и науки Украины. Член редколлегий 7 специализированных отечественных и зарубежных журналов по экономическим наукам и наукам государственного управления. Член Европейского союза консультантов — European Consultants Unit (Штарнберг / Мюнхен, ФРГ). Действительный член Академии экономических наук Украины (2005), Украинской академии наук государственного управления (2006), Российской академии философии хозяйства (2010). Член президиума-соучредитель Украинского философско-экономического научного общества, Исполнительного совета Всеукраинской ассоциации политической экономии, генеральный директор Всеукраинской общественной организации «Институт исследований экономики и общества 21 века».

## Награды и отличия
Награждён медалью «В память 1500-летия г. Киева» (1982), Почетной грамотой Кабинета Министров Украины (2002), Благодарностью Кабинета Министров Украины (2004), Почетной грамотой Верховной Рады Украины (2012). Кавалер Командорского Креста Ордена Святого Станислава (2007). Заслуженный деятель науки и техники Украины (2004).

## Интервью, выступления в СМИ, видеолекции
1. Разговор слепого с глухим: господдержка МСБ. Комментарий эксперта.- Статус. Экономические известия. — М .: № 51-52, 26 декабря 2011. — С.16-24 (с.22). https://web.archive.org/web/20160304120253/http://statuspress.com.ua/big-theme/razgovor-slepogo-s-gluxim.html
2. Риск — благородное дело. Возможен ли в Украине бизнес с иностранными инвестициями без «крышевания» со стороны власти? Резюме дискуссии // Статус. Экономические известия.- № 12 (234), 26.03.2012 г. — 34 с. (С.12-13). https://web.archive.org/web/20160304120005/http://statuspress.com.ua/discussion/risk-blagorodnoe-delo.html
3. Участие проф. Владимира Бодрова в программе «Экономический круг» Киевской государственной региональной телерадиокомпании (КГРТРК), 3 февраля 2014 г. https://web.archive.org/web/20150509054641/http://academy.gov.ua/?lang=ukr&tip=dop&tipn=Page&page=58
3. Распродажа государства: шахты и порты «за гривну». Спасёт ли экономику страны приватизация остатков госсобственности? // «Аргументы и факты в Украине», № 21, 20-26 мая 2 015 г. — С.7. http://www.aif.ua/money/economy/rasprodazha_gosudarstva_shahty_i_porty_za_grivnu
4. Видеолекция проф. В. Г. Бодрова «Национальные системы регулирования экономики в условиях глобальных вызовов».
https://www.youtube.com/watch?v=2ns9Zdf-r1M
5. Видеолекция проф. В. Г. Бодрова «Государственное регулирование модернизацонных процессов в экономике Украины»
https://www.youtube.com/watch?v=evrf23HokDE

## Ссылка
- Базилевич В. Д. К 60-летию со дня рождения и 35-летие научно-педагогической деятельности В. Г. Бодрова // Экономическая теория.-2012.- № 1.- С.109-110;
- Бодров Владимир Григорьевич // Энциклопедия Киевского университета: Экономический факультет. . — Режим доступа: http://wiki.univ.kiev.ua/index.php?title (недоступная+ссылка);
- Научно-экспертная коллегия Общественного совета при Национальном банке Украины. http://bank.gov.ua/control/uk/publish/article?art_id=16631995 (недоступная+ссылка)
- Горкіна Л. П., Чумаченко М. Г. ХХ століття в історії української економічної думки: коротка ретроспектива / Л. П. Горкіна, М. Г. Чумаченко; під заг. ред. О. О. Шубіна.- Донецьк: ДонНУЕТ, 2011.- 142 с. — С.103-119;
- Сайт Всеукраинской общественной организаци «Институт исследований экономики и общества 21 столетия» (ВОО «ИНИЭКО 21». https://web.archive.org/web/20150703044527/http://index21.org.ua/kerivnyctvo/dyrekcija;
- Federmann R. 20 Jahre wissenschaftliche und personliche deutsch-ukrainische Beziehungen 1991 +2011 / R.Federmann.- Hamburg: Fotobuch.de, 2012.- 120 S.- S.57-74, 107—120.